# Cephaloziella
Cephaloziella là một chi rêu trong họ Cephaloziellaceae.